# Boljševizam
Boljševizam je u izvornom značenju Lenjinovo učenje u pitanjima teorije, organizacije, strategije i taktike partije radničke klase. Boljševici su bili Lenjinovi pristaše, članovi tadašnje Ruske socijaldemokratske radničke partije, koji su kasnije postali temelj ruskoj Komunističkoj partiji. Boljševizam je i čest naziv za društveni poredak u Sovjetskom Savezu uspostavljen 1917., a srušen 1991.

## Povijest
Ime boljševici potječe od ruske riječi za većinu bol'šinstvo, jer je većina ondašnjih članova poduprla upravo Lenjina. Drugu frakciju sačinjavali su menjševici. Ime dolazi od ruske riječi men'shinstvo, što znači manjina.
Kao struja političke misli i kao politička stranka boljševizam postoji od 1903., kada je na II kongresu Ruske socijaldemokratske radničke partije (RSDRP) u Londonu nastao rascjep na dva krila: na revolucionarnu većinu i oportunističku manjinu.  Menjševici su bili umjerena frakcija Ruske socijaldemokratske radničke partije, nakon rascjepa na II. kongresu (1903.) oko pitanja organizacijskih načela i taktike stranke. Glavni predstavnici su Georgi Valentinovich Plekhanov i Julius Martov.
Osnovni zadatak tog kongresa bilo je ujedinjenje marksističkih kružoka i samostalnih socijaldemokratskih grupa u Rusiji u čvrstu stranačku organizaciju, na programatskim i taktičkim principima koje je, u općim linijama, formulirao list Iskra (1900.—03.) u borbi protiv legalnih marksista, ekonomista, bernštajnovaca i drugih oportunističkih grupa i struja, a potanko izložio Lenjin u svojoj knjizi Što treba uraditi? U toku kongresa došlo je do razmimoilaženja između iskrovske većine na čelu s Lenjinom i iskrovske manjine na čelu s Martovom. Lenjin i Plehanov zahtijevali su da stranka bude centralistički organizirana, sa strogom disciplinom, i da svaki član bude odgovoran svojoj organizaciji, da idejno
ujedinjenje partije na principima marksizma bude učvršćeno materijalnim jedinstvom organizacije. Martov i njegove pristaše zastupali su mišljenje da se u partiju prime svi oni koji prihvaćaju njen program, a ona da bude decentralizirana i bez stroge discipline. Većina kongresa usvojila je organizacijske principe u Lenjinovoj formulaciji i izjasnila se za strogi centralizam i disciplinu i bezuvjetno podređivanje mjesnih organizacija Centralnom komitetu, kome su date najšire ovlasti.
U najvažnijim pitanjima pristaše Lenjina imale su za sobom većinu kongresa, što je došlo do izražaja i u izboru članova CK i članova redakcije središnjeg organa partije. Poslije II kongresa menjševici Martov, Trocki, Akseljrod, Potresov i drugi, kojima se pridružio i Plehanov, počeli su se boriti protiv odluka kongresa. Razmimoilaženju u organizacijskim pitanjima pridošla su razmimoilaženja u taktičkim pitanjima (za vrijeme revolucije 1905.—07.) i u teoretskim pitanjima. Definitivni raskol između boljševika i menjševika nastao je 1912., jer se pokazalo nemogućim da obje frakcije ostanu i dalje u istoj stranci. Boljševici su na VI partijskoj konferenciji u Pragu osnovali samostalnu partiju pod imenom RSDRP(boljševika), koja je na VI kongresu promijenila naziv u Komunistička partije Rusije, RKP(b).
Boljševizam je prošao niz etapa u svojoj povijesti (pripremanje revolucije 1903.—05., godine revolucije 1905.—07., godine reakcije 1907.—10., godine poleta 1910.—14., razdoblje I svj. rata, veljačaske i Listopadske revolucije 1917.). Boljševizam je rastao u borbi protiv sitnoburžujske revolucionarnosti, protiv partije socijalista-revolucionara (esera), koji su odstupali od dosljedne proleterske klasne borbe, i u borbi protiv lijevog doktrinarstva i sektaštva u vlastitoj partiji. Boljševizam je razvio bogate i raznovrsne oblike borbe: primjenom parlamentarne i izvanparlamentarne taktike, taktike bojkota parlamenta s taktikom sudjelovanja u parlamentu, kombinacijom legalnih i ilegalnih metoda borbe i drugo. U doba revolucije boljševizam je primjenjivao taktiku pravilnog nastupanja, kao što je u godinama reakcije izgradio taktiku pravilnog odstupanja. Nosioci lijevog skretanja nisu dopuštali nikakvih kompromisa, dok je Lenjin (naročito na primjeru Brestlitovskog mira) pokazao da ima kompromisa koji su dopušteni i kompromisa koji znače izdaju.
Poslije Listopadske revolucije i stvaranja Komunističke internacionale vršio se u mnogim zemljama proces boljševizacije komunističkih partija, kome je raznolikost političkih prilika u pojedinim zemljama utiskivala svoj pečat. Boljševizam je od ruskog postao međunarodni pojam za revolucionarne socijaliste.